# وردان
قرية وردان هي إحدى القرى التابعة لمركز منشأة القناطر في محافظة الجيزة في جمهورية مصر العربية. حسب إحصاءات سنة 2006، بلغ إجمالي السكان في وردان 29705 نسمة، منهم 15138 رجل و14567 امرأة.

## تاريخ النشأة
تعد وردان من القرى القديمة التي كانت من القرى التابعة لمحافظة البحيرة قديمًا، وتنسب إلى وردان الرومي مولى عمرو بن العاص الذي قتل في الإسكندرية سنة 53 هـ، على يد الروم أثناء ولايته عليها، ثم خربت هذه القرية التي كانت واقعة في حاجر الجبل الغربي. وقد وردت في معجم البلدان باسم «وادى وردان»، وأنها موضع مصر. وفي قوانين ابن مماتي وتحفة الإرشاد وردت باسم «خراب وردان» بحوف رمسيس، وبعد ذلك أنشئت القرية الحالية على شاطئ النيل فعرفت باسم وردان.